# Adranosit-(Fe)
Adranosit-(Fe) je minerál ze skupiny sulfosolí, který byl prvně objeven na hořících haldách černého uhlí v Německu. Později byla jeho přítomnost dokázána i v místě naleziště příbuzného minerálu adranositu, se kterým sdílí podobnou unikátní strukturu, nicméně pozice Al3+ je ve struktuře kompletně nahrazena Fe3+, na základě čehož byl také pojmenován.

## Vznik
Vzniká jako sublimát na brekciovitých úlomcích kde horké plyny a páry stoupají z jícnu aktivní sopky nebo na hořících haldách.

## Vlastnosti
- Fyzikální vlastnosti: Tento minerál není dostatečně prostudován, proto tvrdost a lom nebyly v současnosti definovány. Štěpnost byla pozorována dle {001}. Hustota byla vypočítána na 2,18 g/cm³.
- Optické vlastnosti: Barva: žlutý až žlutozelený. Průhledný až průsvitný, lesk skelný, vryp bílý.
- Chemické vlastnosti: Složení: Na 3,48 %, Fe 16,91 %, H 2,75 %, S 19,42 %, N 8,48 %, Cl 5,37 %, O 43,60 %. S možností substitucí Fe za Al a NH4 za K.

## Podobné minerály
Podobným minerálem je adranosit.

## Výskyt
Jedná se o velmi vzácný minerál
- Výskytem přírodní mineralizace je sopka La Fossa crater na Sicílii v Itálii
- První objev byl učiněn na hořících haldách černého uhlí u města Cáchy v Německu

## Parageneze
V případě výskytu u italských vulkanitů se můžeme setkat s dalšími minerály jako je theresiait, pseudocotunnit, bismuthinit, salmiak, anhydrit, sasolit a síra; v případě hořících hald je to clairit, tschermigit, rostit a mohrit.